# Аглаја
Аглаја (грч. Ἀγλαΐα) је у грчкој митологији била једна од три Харите, односно грације. 

## Митологија
Била је божанство лепоте, сјаја, односно раскоши, славе, величанствености и накита, односно украшавања. Њен отац је био Зевс, а мајка Еуринома или Еуномија. Била је удата за бога Хефеста и са њим имала кћерке, млађу генерацију грација; Еуклеју, Еутенију, Еуфему и Филофросину. Аглаја је представљана како плеше у кругу са својим сестрама. Она је била најмлађа и Афродитин гласник. Њено име је било још и Харис („љубазност“) и Кала („лепота“).

## Друге личности
- Била је Мантинејева кћерка, која се удала за Абанта и имала близанце: Акрисија и Прета.[3] Као њихова кћерка се помиње Идомена.[4] Аполодор је Аглају називао Окалеја.[5]
- Према Аполодору, кћерка Теспија и Мегамеде. Са Хераклом је имала сина Антијадета.[3]
- Према Хигину, нимфа, која је са Харопом имала сина Ниреја.[6]
- Према Диодору, мајка Мелампа и Бијанта, које је имала са Амитаоном, Кретејевим сином.[3]